# Glycosmis esquirolii
Glycosmis esquirolii är en vinruteväxtart som först beskrevs av H. Lév., och fick sitt nu gällande namn av Tyôzaburô Tanaka. Glycosmis esquirolii ingår i släktet Glycosmis och familjen vinruteväxter. Inga underarter finns listade i Catalogue of Life.